# جوناثان جوانيديس
جوناثان جوانيديس (بالإنجليزية: Jonathan Joannides)‏ مواليد 27 يناير 1958، هو سائق راليات بريطاني سابق. بدأ مسيرته في سنة 1985. كان أول رالي له هو رالي ويلز 1985. شارك في بطولة العالم للراليات.